# Soulful Brothers
Soulful Brothers sind ein deutsches DJ- und Produzenten-Duo in der elektronischen Musikszene.

## Bandgeschichte
Das Duo besteht aus Scott Bells und Sven Waschinski und ist in Deutschland beheimatet.
Seit 2005 erscheinen regelmäßig Veröffentlichungen der Soulful Brothers auf verschiedenen Plattenlabels, wie z. B. Phonetic Recordings, Suma Records oder Tall House Digital.
Der Musikstil des Duos orientiert sich an zeitlich angesagten Musikstilen wie House, Techno, Techhouse, Deep House, wobei auch Vocal-House-Einflüsse vorhanden sind. Die Wechsel in diese Musikrichtungen werden dabei eher vom kreativen Charakter getragen.

## Diskografie

### Singles und EPs
- 2013: Upper Society (Tall House Digital)
- 2013: The Truth (Suma Records)
- 2012: Work It (Phonetic Recordings)
- 2012: Do Ya Thang (Tall House Digital)
- 2012: La Guitarra (Housearth Records)
- 2006: Way Of Luv (Soulful Brothers Music)
- 2005: Babylon Midnight (Soulful Brothers Music)

### Remixes
- 2013: Paul Parsons & Terri B! – What I Want (Remixes) (Tall House Digital)
- 2013: Liam Broad & Tom Minton – NYC (Harlem Muzik Ink)
- 2013: Stuttering Munx feat. Elliot Chapman – Alright (Tall House Digital)
- 2012: Paul Parsons – Sometime (Tall House Digital)
- 2012: Stuttering Munx feat. Elliot Chapman – Alright (Tall House Digital)
- 2012: Paul Parsons & Terri B! – What I Want (Tall House Digital)
- 2012: Aaron Cold & Phil Santora – Mar Y Sol (Housearth Records)
- 2012: Aaron Cold – Into The Groove (Housearth Records)
- 2005: Cloud 9 – How Shall I Rock Thee? (Lowered Recordings)